# Apastepeque
 (décembre 2019).
Si vous disposez d'ouvrages ou d'articles de référence ou si vous connaissez des sites web de qualité traitant du thème abordé ici, merci de compléter l'article en donnant les références utiles à sa vérifiabilité et en les liant à la section « Notes et références ».
Apastepeque est une municipalité du département de San Vicente, au Salvador.

## Démographie
Sa population est de 19 895 habitants.